# Samuel Reshevsky
Samuel Herman Reshevsky, nato Szmul Rzeszewski (Ozorków, 26 novembre 1911 – New York, 4 aprile 1992), è stato uno scacchista polacco naturalizzato statunitense.

## Biografia
Quando nacque, il futuro grande maestro si chiamava Szmul Rzeszewski: era un ebreo polacco, uno dei tanti figli di quella "terra di mezzo" fittamente popolata di shtetl che fu quella parte di Europa delimitata dai fiumi Oder e Don, terra che cambiò numerosi padroni nel corso degli ultimi due secoli. La cittadina ove nacque, Ozorkow, nel 1911 era territorio russo; nel 1918, dopo la prima guerra mondiale, divenne territorio della Polonia indipendente, fu in seguito invasa dalla Germania nazista e ora è di nuovo indipendente e parte del Voivodato di Łódź.
Imparò a giocare alla tenera età di quattro anni e già all'età di otto anni riusciva a battere giocatori esperti e a disputare incontri anche in simultanea. Negli anni venti i suoi genitori si trasferirono negli Stati Uniti, dove ebbero modo di guadagnarsi da vivere grazie al talento del figlio. Nonostante ciò, Reshevsky da adulto non fu mai un giocatore professionista. 
Un aneddoto interessante che bene illustra la precocità di Samuel, citata anche da Reuben Fine nel suo libro The Psychology of the Chess Player, vuole che il generale tedesco a capo dei soldati che occuparono il suo paese durante la prima guerra mondiale ordinò che il fenomeno scacchistico, che aveva allora 7 anni, giocasse con lui. Samuel, per nulla imbarazzato, vinse e disse in yiddish al generale: "Tu giochi alla guerra, io gioco a scacchi".
Si laureò in Economia presso l'Università di Chicago nel 1933 e trovò un impiego come ragioniere. Nel 1941 si sposò con Norma Mindick e con lei ebbe tre figli.
Era un ebreo ortodosso e non giocava il sabato. Proprio questo fatto fu all'origine di alcune controversie nel corso della sua carriera, come ad esempio nel match URSS - Resto del mondo, in cui rifiutando di giocare fu sostituito da Friðrik Ólafsson che perse malamente contribuendo in modo determinante alla sconfitta, con scarto minimo, della selezione del resto del mondo. Bobby Fischer (celebre per il suo antisemitismo) lo accusò apertamente di essere il responsabile della sconfitta della squadra.

## Il campione
Anche senza considerare la sua attività di enfant prodige, Reshevsky ebbe una carriera agonistica eccezionalmente lunga: vinse infatti il suo primo Campionato statunitense nell'edizione del 1936; si ripeté nel 1938, 1940, 1941, 1942, 1946 e 1969, fino all'ultimo trionfo, datato 1972, lo stesso anno in cui Bobby Fischer conquistava, primo americano della storia, il titolo di campione del mondo di scacchi.
La carriera internazionale di Reshevsky decollò nel 1935 al torneo di Margate, che vinse battendo, tra gli altri, Capablanca. Nel 1936 arrivò terzo a Nottingham. Nel 1937 fu primo a pari merito nel torneo di Kemeri in Lettonia e ottenne un lusinghiero quarto nel prestigioso torneo AVRO, giocatosi nei Paesi Bassi nel 1938.
Quando il titolo mondiale rimase vacante per la morte di Alechin, Reshevsky fu invitato dalla federazione scacchistica mondiale a partecipare al torneo che avrebbe designato il nuovo campione: questo lo designava come uno dei cinque più forti scacchisti al mondo. In quel torneo tra l'altro fu anche l'unico rappresentante degli USA, visto il forfait del connazionale Reuben Fine. Il nuovo campione, come noto, fu Michail Botvinnik, all'epoca all'apice della sua forma agonistica: Reshevsky tuttavia si piazzò onorevolmente al terzo posto, dietro al campione e a Smyslov e alla pari con Paul Keres.
Arrivò secondo al torneo dei candidati di Zurigo 1953, dovendo ancora una volta soccombere a Smyslov. Tuttavia Il forte giocatore americano non smise di tentare. Il suo ultimo exploit si registrò al Torneo Interzonale di Susa, in Tunisia, nel 1967. In quell'occasione Reshevsky si qualificò per la fase ad eliminazione diretta. Nei quarti di finale dovette però cedere le armi al fortissimo GM russo Viktor Korčnoj.
Reshevsky diede il suo contributo anche alla nazionale scacchistica USA, con cui partecipò a otto Olimpiadi (sei volte in 1ª scacchiera), ottenendo complessivamente (+39 –12 =49). Vinse l'oro di squadra nel 1937, il bronzo di squadra nel 1974 e l'oro individuale in 1ª scacchiera nel 1950. In quello stesso anno la FIDE istituì ufficialmente il titolo di Grande Maestro Internazionale, assegnandolo a Reshevsky e ad altri ventisei giocatori di tutto il mondo.

## Lo stile
Reshevsky era un giocatore tenace ed energico, particolarmente dotato nel gioco posizionale. Uno dei suoi principali difetti era una relativamente scarsa conoscenza della teoria delle aperture. Questo fatto lo portava necessariamente a perdere parecchio tempo nelle fasi iniziali e, di conseguenza, ad essere frequentemente a corto di tempo nel resto dell'incontro.
Parlando di sé, egli stesso definì il suo stile di gioco come qualcosa a metà tra quello di Tal' e Petrosjan, il che rappresentava una sorta di paradosso, poiché Tal' era noto all'epoca per prediligere gli attacchi alla baionetta, mentre Petrosjan, di contro, era il suo estremo opposto, preferendo uno stile caratterizzato da una rocciosa ed impenetrabile difesa.
In un suo libro scrisse: «Sono un giocatore posizionale che però è capace di attacchi violenti e precisi. La mia forza risiede nel mio spirito battagliero, nella mia voglia di vincere e in una difesa ostinata. Anche se sono in svantaggio raramente mi scoraggio e non ho paura di nessuno».

## Pubblicazioni
Reshewsky scrisse diversi libri di scacchi, tra cui:
- Learn Chess Fast!, ISBN 4-87187-865-1
- The Art of Positional Play in Chess, ISBN 4-87187-459-1
- Great Chess Upsets, ISBN 4-87187-510-5
- First Piatigorsky Cup International Chess Tournament, ISBN 4-87187-843-0
- Reshevsky on Chess: The U.S. Champion Tells How He Wins
- How Chess Games Are Won
- Reshevsky's Best Games of Chess
- Reshevsky on the Fischer-Spassky Games